# 시종관

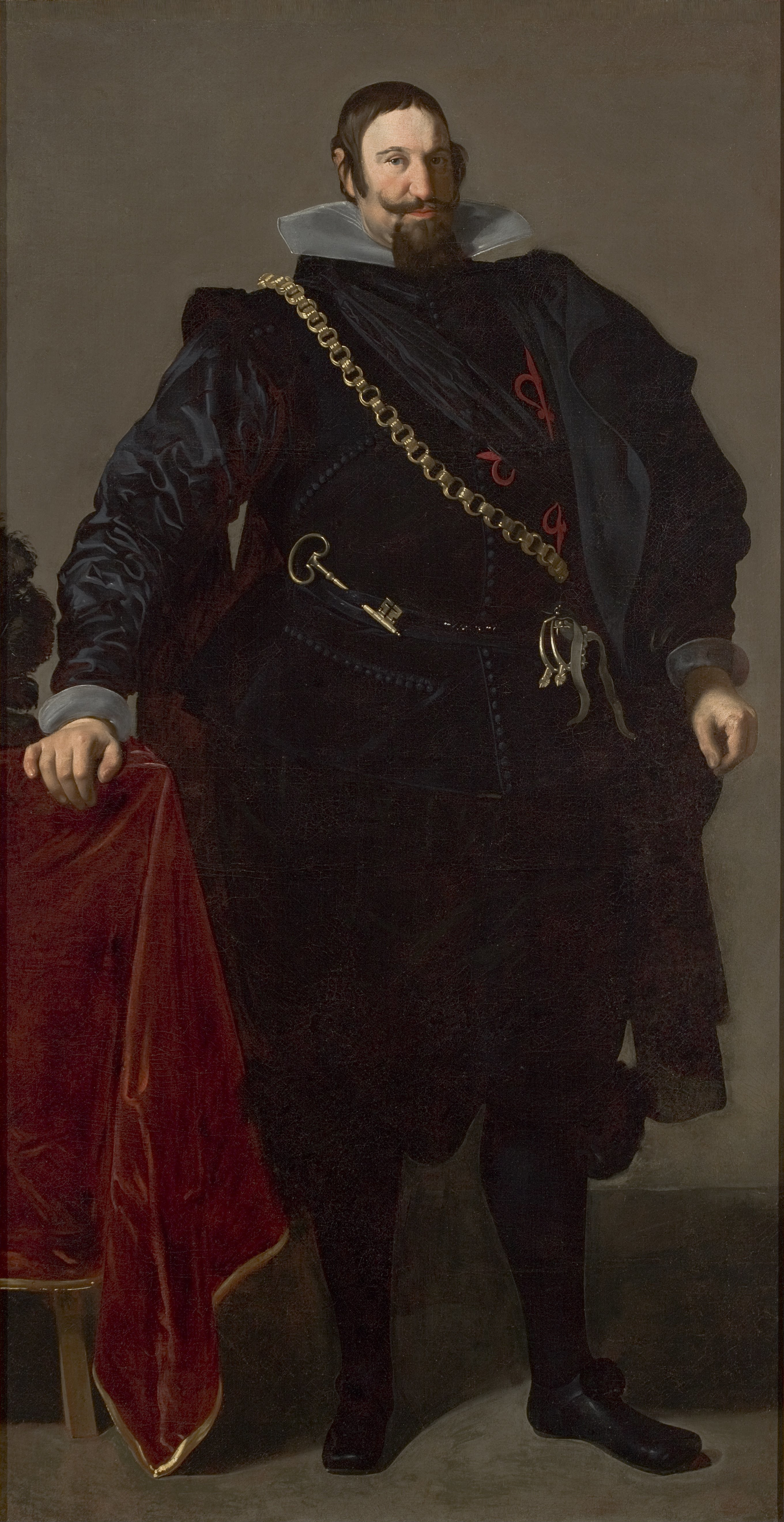
가스파르 데 구스만 데 올리바레스 백공작의 벨라스케스 초상화. 시종관의 상징인 열쇠를 눈에 띄게 차고 있다.

시종관(侍從官, chamberlain) 또는 시신(侍臣, royal attendant)은 유럽 봉건제의 궁정 내직으로서, 왕실을 관리하는 것을 책무로 한다. 역사적으로 시종관은 왕실의 내무를 감독하고, 대장(왕실 금고)의 금전 출납을 책임졌다. 지체 높은 귀족이나 사제가 임명되었고, 그런 임명자는 대개 왕의 총신이었다. 로마 제국의 환관인 쿠비쿨라리우스에 그 기원과 어원을 둔다.